# Vindelle
Vindelle ist eine westfranzösische Gemeinde mit 1.044 Einwohnern (Stand 1. Januar 2022) im Département Charente in der Region Nouvelle-Aquitaine (vor 2016 Poitou-Charentes). Die Gemeinde gehört zum Arrondissement Angoulême und zum Kanton Val de Nouère. Die Einwohner werden Vindellois genannt.

## Lage
Vindelle liegt etwa acht Kilometer nordnordwestlich von Angoulême in der Kulturlandschaft des Angoumois. Die Gemeinde wird durch eine Flussschlaufe der Charente im Norden, Süden und Osten begrenzt. Umgeben wird Vindelle von den Nachbargemeinden La Boixe im Norden, Balzac im Süden und Osten, Saint-Yrieix-sur-Charente im Süden, Fléac im Südwesten, Asnières-sur-Nouère im Westen sowie Marsac im Nordwesten.

## Bevölkerungsentwicklung
| Jahr                       | 1962 | 1968 | 1975 | 1982 | 1990 | 1999 | 2006 | 2018 |
| -------------------------- | ---- | ---- | ---- | ---- | ---- | ---- | ---- | ---- |
| Einwohner                  | 554  | 556  | 643  | 747  | 933  | 866  | 938  | 1086 |
| Quellen: Cassini und INSEE |      |      |      |      |      |      |      |      |

## Sehenswürdigkeiten
- Kirche Saint-Christophe, früheres Priorat, aus dem 11./12. Jahrhundert, Monument historique seit 1944
- Herrenhaus Le Maine Joli

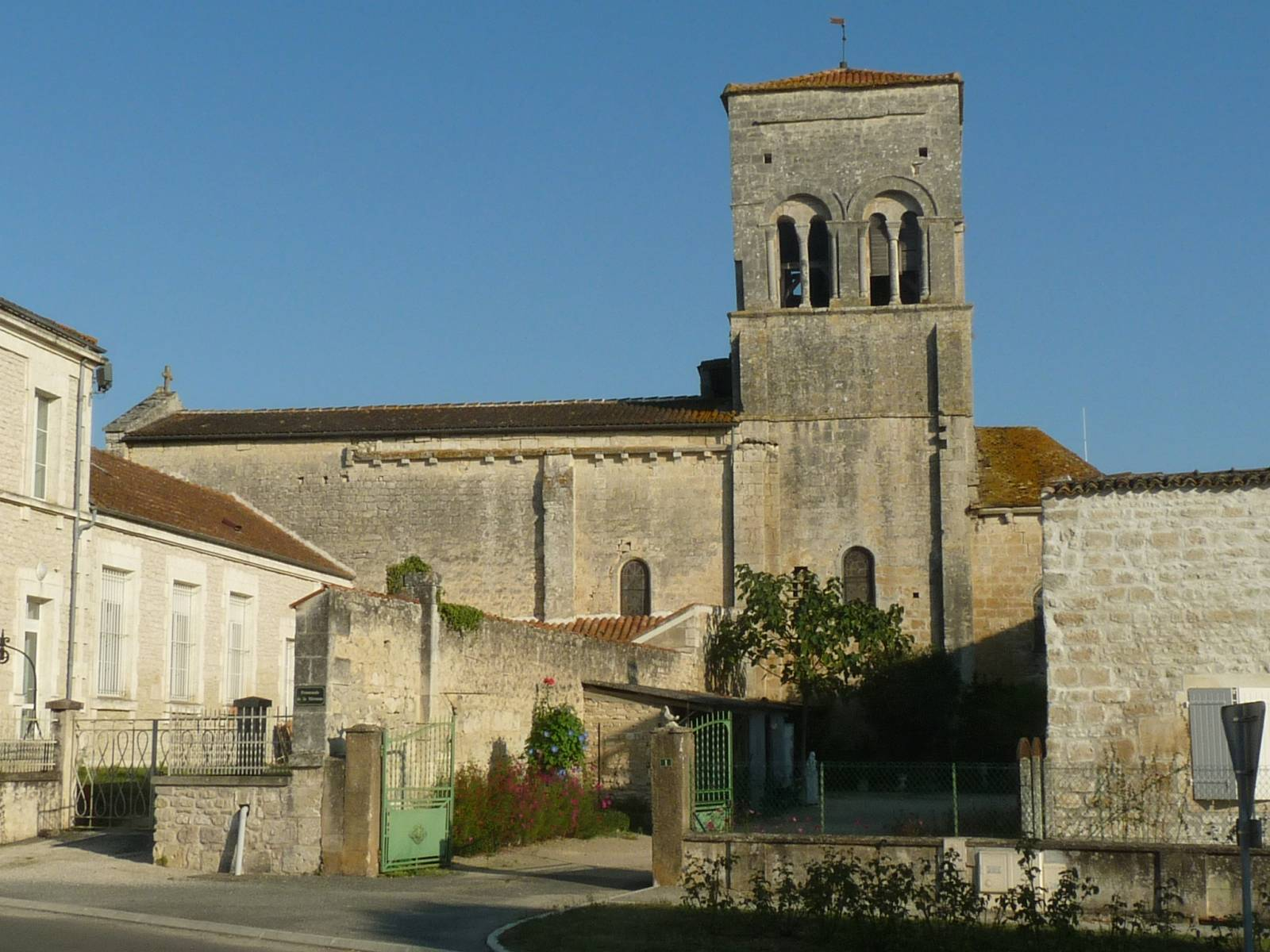
Kirche Saint-Christophe
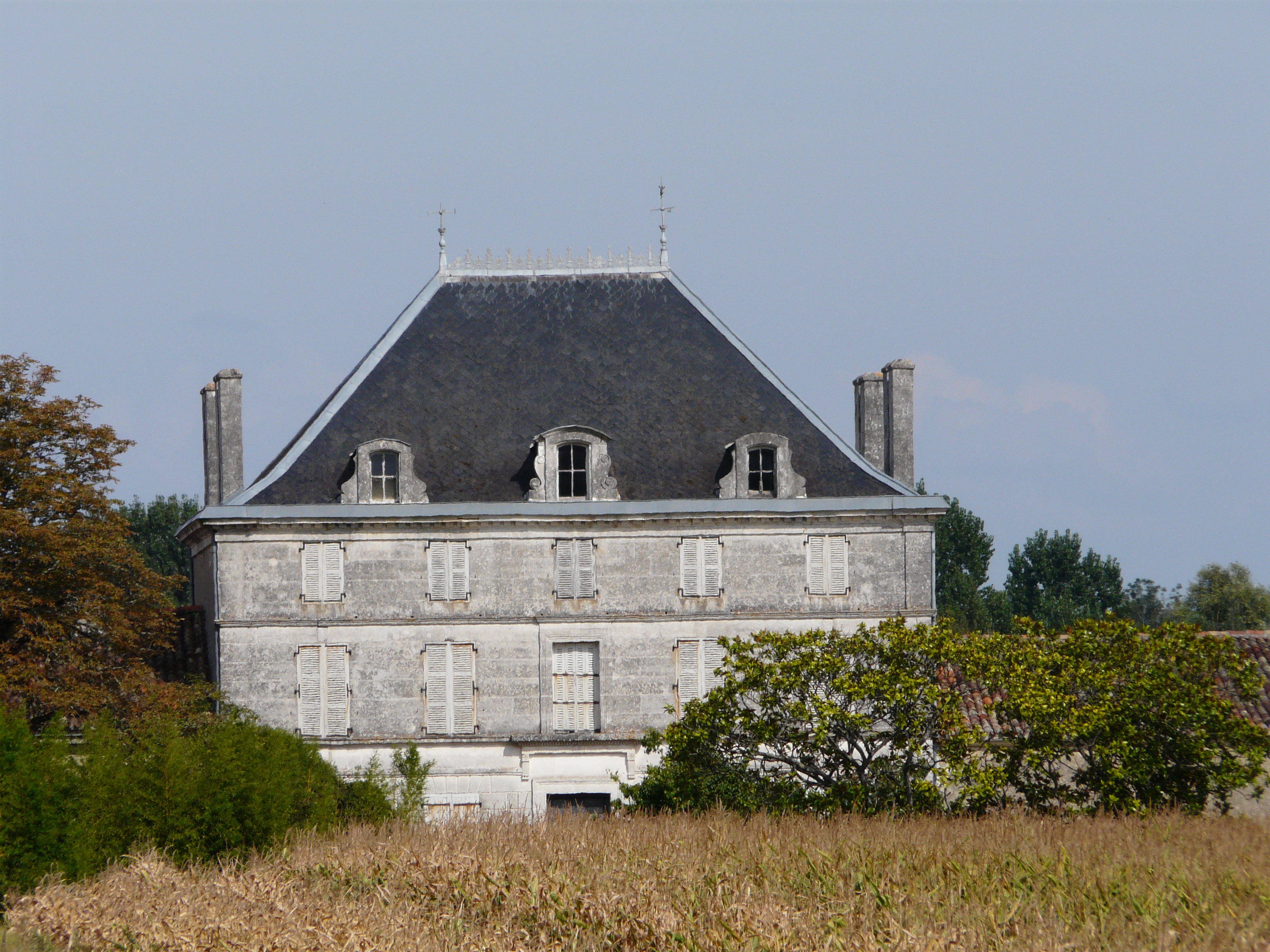
Herrenhaus Le Maine Joli

## Persönlichkeiten
- Adolphe Terracher (1881–1955), Romanist